# روزبه حسین تهرانی
روزبه حسین تهرانی (زاده ۱۸ فروردین ۱۳۶۱ در تهران) فعال سیاسی، زندانی سیاسی، مهندس عمران، طراح و مجری دکوراسیون و مدیر عامل شرکت راه سازان متین است

## زندگی
روزبه حسین تهرانی در هجدهم فروردین سال ۱۳۶۱ در شهرتهران و محله امیریه به دنیا آمد. وی به همراه برادرش تنها فرزندان خانواده می‌باشند.

## تحصیلات
تحصیلات ابتدایی را در دبستان عماریاسر و تحصیلات متوسطه را در مدرسه آیت… کاشانی گذراند.
سپس در رشته فنی راه و ساختمان در هنرستان ولیعصر به ادامه تحصیل پرداخت.
تحصیلات دانشگاهی را در مقطع کاردانی و رشته ساختمان در دانشگاه کرج و مقطع کارشناسی را در رشته عمران در دانشگاه شاهرود ادامه داد و موفق به کسب درجه مهندسی عمران گردید.
روزبه حسین تهرانی در سال ۸۸ در دانشگاه علوم و تحقیقات در مقطع کارشناسی ارشد در رشته مهندسی طراحی محیط زیست قبول شد. اما پس از آزادی از حق ادامه تحصیل محروم شد و همچنین از محل کار خود در حوزه هنری اخراج شد.

## بازداشت
روزبه حسین تهرانی به همراه برادرش رامین حسین تهرانی در ۱۹ خرداد ۱۳۸۸ ساعت ۵ صبح، چند روز مانده به انتخابات ریاست‌جمهوری ایران (۱۳۸۸) توسط مأمورین امنیتی در منزل دستگیر و پس از بازرسی منزل و توقیف یکسری از وسایل شخصی بعلت فعالیت سیاسی از سال ۷۸ تا آن روز به بند ۲۰۹ زندان اوین منتقل شدند. لازم است ذکر شود پرونده آن‌ها در شعبه ۳ بازپرسی امنیت در جریان بود.
این دو فعال دانشجویی بعد از تحمل بیش از ۲ ماه سلول انفرادی و گذشت ۵ ماه از بازداشت در بند ۲۰۹ زندان اوین به اندرزگاه ۷ و سپس اندرزگاه ۸ و بند ۳۵۰ منتقل شدند.

## دادگاه
وی به همراه برادرش از جمله متهمان حاضر در دومین جلسه دادگاه متهمان حوادث پس از انتخابات دهم ریاست جمهوری ایران بودند که در شعبه ۱۵ دادگاه انقلاب اسلامی به ریاست قاضی صلواتی برگزار شد.
روزبه و رامین تهرانی در تاریخ بیست و نهم مهر ۱۳۸۸ جهت محاکمه به شعبه ۲۶ دادگاه انقلاب اسلامی به ریاست قاضی پیر عباسی منتقل شدند وکیفر خواست نمایندهٔ دادستان با موضوعیت اتهامات محاربه و فعالیت تبلیغی علیه نظام در مورد این دو فعال دانشجویی قرائت شد و نهایتاً با توجه به در خواست وکلای این دو برادر آقایان عبدالفتاح سلطانی، وحید مشکانی و خانمها منیژه محمدی و مهناز پراکند مبنی بر استمحال یا تجدید جلسه جهت امکان مطالعهٔ پرونده، قاضی پیر عباسی با این تقاضا موافقت کرد و محاکمه به زمان دیگری موکول شد.
دادگاه نهایی روزبه و رامین تهرانی در تاریخ ۱۸ بهمن ۸۸ در شعبه ۲۶ دادگاه انقلاب اسلامی به ریاست قاضی پیر عباسی برگذارو وکیفر خواست نمایندهٔ دادستان با همان موضوعیت اتهامات محاربه و فعالیت تبلیغی علیه نظام در مورد این دو فعال دانشجویی قرائت شد و نهایتاً با رد اتهامات وارده از سوی این دو فعال دانشجویی نسبت به خود و دفاع وکلای ایشان (آقایان عبدالفتاح سلطانی، وحید مشکانی و خانمها منیژه محمدی و مهناز پراکند) از اتهامات محاربه تبرئه و به یکسال حبس تعزیری و جزای نقدی ۳۰۰۰۰۰ تومانی محکوم شدند و بازداشت موقت ایشان به قرار وثیقه ۱۰۰میلیون تومانی تبدیل گردید.

## زندان
بار دیگر در دی ماه سال ۸۸ این دو فعال دانشجویی برای گذراندن دوران محکومیت خود به بند ۳۵۰ زندان اوین منتقل شدند.

## محرومیت
روزبه حسین تهرانی پس از آزادی از زندان از ادامه تحصیل محروم و از محل کار خود در حوزه هنری اخراج شد. و پس از آن نیز مورد محرومیت‌های اجتماعی زیادی قرار گرفته. است.